# Вільям Ренквіст
Вільям Габбз Ренквіст (англ. William Hubbs Rehnquist; 1 жовтня 1924 — 3 вересня 2005) — американський юрист, голова Верховного суду США з 1986 по 2005 рік.

## Біографія
Ренквіст народився в 1924 році в місті Мілвокі, штат Вісконсин. Навчався у Стенфордському університеті, де в 1948 році отримав ступені бакалавра і магістра в галузі політології, а також у Гарвардському університеті, де йому також було присвоєно ступінь магістра. Пізніше повернувся в Стенфорд, де отримав ступінь з права. З 1953 по 1969 рік займався приватною юридичною практикою. У 1971 році Ренквіст був призначений Ніксоном суддею Верховного суду США, а в 1986 році Рональд Рейган призначив його Головним суддею США. На цій посаді він головував на засіданні Сенату США у справі про імпічмент Білла Клінтона, а також брав участь у вирішенні долі президентських виборів 2000 року, результат яких був на користь Джорджа Буша. Ренквіст помер 3 вересня 2005 року в своєму будинку в окрузі Арлінгтон у віці 80 років від раку щитоподібної залози. Його наступником на посаді голови Верховного суду США став Джон Робертс.